# Litsea dilleniifolia
Litsea dilleniifolia P.Y. Pai & P.H. Huang – gatunek rośliny z rodziny wawrzynowatych (Lauraceae Juss.). Występuje naturalnie w południowych Chinach – w południowej części Junnanu. 

## Morfologia
PokrójZimozielone drzewo dorastające do 26 m wysokości. Gałęzie są nagie, szorstkie.
LiścieNaprzemianległe. Mają kształt od podłużnego do podłużnie odwrotnie jajowatego. Mierzą 21–60 cm długości oraz 11–14,5 cm szerokości. Są nagie. Nasada liścia jest klinowa. Blaszka liściowa jest o krótko spiczastym wierzchołku. Ogonek liściowy jest nagi i dorasta do 25–50 mm długości.
KwiatySą niepozorne, jednopłciowe, zebrane po 6–8 w baldachy o owłosionych osiach, rozwijają się w kątach pędów. Okwiat jest zbudowany z 8 listków o owalnym kształcie. Kwiaty męskie mają 16–17 lekko owłosionych pręcików.
OwoceMają prawie kulisty kształt, osiągają 15 mm długości i 20–23 mm szerokości, mają czerwonopurpurową barwę.

## Biologia i ekologia
Roślina dwupienna. Rośnie w wilgotnych lasach oraz na brzegach rzek. Występuje na wysokości do 500 m n.p.m. Kwitnie od kwietnia do maja, natomiast owoce dojrzewają w lipcu.